# Thermistis xanthomelas
Thermistis xanthomelas là một loài bọ cánh cứng trong họ Cerambycidae.